# FCAW svejsning
FCAW svejsning hvor FCAW er en forkortelse af Flux Cored Arc Welding; metoden er at betragte som en variant af MIG/MAG hvad angår udstyret til svejsning. Tråden er imidlertid ikke massiv, men udformet som et tyndt rør med en indvendig kerne af pulver.
Tråden formes op fra et tyndt smalt bånd, idet pulver og legeringsmaterialer undervejs tilføres kontrolleret, inden slutformningen lukker båndet sammen til rørtrådens færdige runde tværsnit. Ligesom ved MIG/MAG-metoden anvendes beskyttelsesgas for lysbuen mod den omgivende atmosfære. Der findes dog rørtråde, hvor en speciel pulverfyldning er udviklet til at frembringe så store mængder røg og gas, at man herved kan fordrive atmosfæren fra lysbuen og dens omgivelser. Sådanne rørtråde kaldes selvbeskyttende (eng. self-shielded) og kan anvendes uden ydre tilførsel af beskyttelsesgas. I lighed med MMA-metoden giver FCAW en slaggedækning, som beskytter svejsemetallet under størkningen, og som efterfølgende skal fjernes.
 Der er for få eller ingen kildehenvisninger i denne artikel, hvilket er et problem. Du kan hjælpe ved at angive troværdige kilder til de påstande, som fremføres i artiklen.